# Rated R (Queens of the Stone Age)
| Recensione    | Giudizio |
| ------------- | -------- |
| AllMusic      | [ 1 ]    |
| Guardian      | [ 4 ]    |
| Rolling Stone | [ 5 ]    |

Rated R è il secondo album della band Stoner rock dei Queens of the Stone Age, pubblicato nel 2000.

## Descrizione
Dopo il promettente disco di esordio del 1998, Queens of the Stone Age, la band tenta con Rated R di allontanarsi dal (così definito da Josh Homme) Robot Rock che contraddistingueva quell'album, e soprattutto dallo stoner rock che etichettava la precedente band di Homme, i Kyuss. La struttura dei pezzi si fa meno dipendente dai riff, e si avvicina più alla classica canzone rock, passando attraverso i diversi stili di questo genere musicale, dal puro indie rock di The Lost Art of Keeping a Secret, all'ipnotico e quasi psichedelico Leg of Lamb, al Kyuss sound di Better Living Through Chemistry. Il brano successivo Monsters in the Parasol era già apparso nelle Desert Sessions Volume 4: Hard Walls and Little Trips, parla della prima esperienza di Homme con l'LSD. Tre brani sono cantati da Nick Oliveri: Auto Pilot, Quick and to the Pointless e Tension Head, un rifacimento del brano 13th Floor dall'album d'esordio Cocaine Rodeo del suo gruppo i Mondo Generator. Uno dei pochi brani che non riguardano l'uso di droghe è proprio The Lost Art of Keeping a Secret, che è una risposta di Homme alle persone che hanno perso la sua fiducia rivelando i propri segreti. Un disco che comunque rimane compatto e non frammentato durante l'ascolto. Questo album porterà la band alla ribalta dello star business mondiale.
Nutrita la schiera di ospiti, che inizia con il cantante della band metal Judas Priest, Rob Halford. La sua partecipazione (limitata comunque ai cori della iniziale Feel Good Hit of The Summer) è dovuta al fatto che trovandosi a registrare nello studio a fianco a dove registravano i QOTSA, venne invitato da Chris Goss a cantare in un pezzo, e Halford accettò di buon grado. La lista degli ospiti continua con Mark Lanegan, cantante degli Screaming Trees (anche Barrett Martin della stessa band partecipa alle registrazioni), che canta nel pezzo In the Fade, composto in collaborazione con Homme. Troviamo anche Wendy Ray Moan e Pete Stahl degli Earthlings?, band di Dave Catching.
Dall'album sono stati tratti due singoli, The Lost Art of Keeping a Secret pubblicato nell'estate del 2000 e Feel Good Hit of the Summer.
L'album ha raggiunto il 16º posto nella classifica Top Heatseekers negli Stati Uniti e il 54º posto nella Official Albums Chart nel Regno Unito nel 2000.

## Tracce
Testi e musiche di Josh Homme e Nick Oliveri, eccetto dove diversamente specificato.
1. Feel Good Hit of the Summer – 2:43
2. The Lost Art of Keeping a Secret – 3:36
3. Leg of Lamb – 2:48
4. Auto Pilot – 4:01
5. Better Living Through Chemistry – 5:49
6. Monsters in the Parasol – 3:27 (J. Homme, M. Lalli)
7. Quick and to the Pointless – 1:42
8. In the Fade – 3:51 (J. Homme, M. Lanegan)
9. Feel Good Hit of the Summer (reprise) – 0:34
10. Tension Head – 2:52 (D. Catching)
11. Lightning Song – 2:07
12. I Think I Lost My Headache – 8:40

## Formazione
Hanno partecipato alle registrazioni, secondo le note dell'album:
Queens of the Stone Age
- Josh Homme – voce, chitarra, percussioni; batteria (traccia: 4)
- Dave Catching – chitarra, chitarra lap steel, pianoforte
- Nick Oliveri – basso, cori; voce (tracce: 4, 7, 10)
- Gene Trautmann – batteria (tracce: 1, 6, 7, 9, 10)
- Nick Lucero – batteria (tracce: 2, 3, 5, 8, 11)

Altri musicisti
- Chris Goss – pianoforte, basso, percussioni, cori
- Mark Lanegan – voce (traccia: 8), cori
- Rob Halford – cori
- Wendy Ray Moan – cori
- Nick Eldorado – cori
- Mike Johnson – cori
- Pete Stahl – cori
- Barrett Martin – vibrafono, percussioni
- Scott Mayo – sassofono baritono
- Fernando Pullum – fiati
- Reggie Young – fiati

Tecnici
- Chris Goss – produzione
- Josh Homme – produzione, missaggio (traccia:12)
- Martin Schmelze – ingegneria del suono
- Marek – ingegneria del suono, missaggio (tracce: 1, 5, 8, 9)
- Trina Shoemaker – missaggio (tracce: 2, 3, 4, 6, 7, 10, 11)

## Classifiche
| Classifica (2000) | Posizione massima |
| ----------------- | ----------------- |
| Regno Unito       | 54                |
| Stati Uniti       | 14                |
| Norvegia          | 35                |
| Germania          | 72                |